# Steinentor
 (avril 2023).

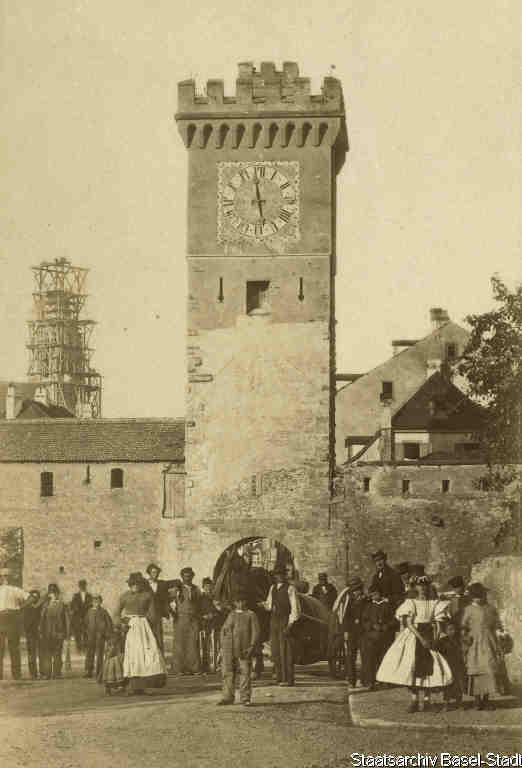
Le Steinentor vu de l'extérieur (photo positive, avant 1864).

La Steinentor est l’une des sept portes de la ville de Bâle et faisait autrefois partie des remparts de la ville de Bâle. Contrairement à son homologue, Spalentor, cette structure a été démolie en 1866 dans le cadre de la loi d'expansion de la ville de Bâle de 1859.

## Histoire
Le Steinentor a été mentionné pour la première fois en 1387 sous le nom de Herthor am Steinen. Avant que cette tour soit érigée, il existait probablement une porte de fortification de banlieue plus ancienne. En 1473, un avant-corps avec un toit a été construit devant la tour-porte dans le fossé de la ville. Le parvis de la porte, qui s'étendait jusqu'à l'actuelle "Inneren Margarethenstrasse", a probablement été construit au même moment. Un avant-poste provisoire a été érigé une trentaine d'années auparavant.
L'illustration, de Emanuel Büchel et datant de 1745, montre que le Steinentor avait également un toit en pavillon et un avant-corps extérieur. Le toit de la tour a disparu après 1842 et a été remplacé par une couronne crénelée avec un clocher. Le parvis a été raccourci de moitié dans les années 1830/1840.
En 1858, le parvis de la porte avec le corps de garde et le pont sur les douves ont été démolis après comblement des fossés. L'avant-poste de la tour céda sa place en 1865 et, en octobre 1866, soit un an après, la tour elle-même tomba avec les pans de mur attenants. Ce monument se trouvait à proximité de l'actuelle station de tramway BVB à Heuwaage.